# Lucky Starr (knižní série)
Lucky Starr je vědeckofantastická knižní série obsahující šest románů amerického spisovatele Isaaca Asimova. Jednotlivé díly vycházely v letech 1952–1958 a jsou určeny pro mládež.

## Historie
23. března 1951 se setkal Isaac Asimov se svým agentem Frederikem Pohlem a Walterem I. Bradburym. Pohl a Bradbury chtěli, aby Asimov napsal román pro mládež, jenž by se stal předlohou k televiznímu seriálu. Isaac Asimov se obával, že televizní adaptace dopadne stejně špatně, jako mnoho jiných na tehdejších televizních kanálech v USA, a rozhodl se jej publikovat pod pseudonymem Paul French. 10. června začal pracovat na románu David Starr – Tulák po hvězdách (anglicky David Starr: Space Ranger) a dokončil jej 29. července. V lednu 1952 jej vydalo nakladatelství Doubleday. Ačkoli z televizního zpracování sešlo, Asimov pokračoval v psaní dalších dílů a nakonec jich sepsal dohromady šest. Měl v plánů i sedmý díl nazvaný Lucky Starr and the Snows of Pluto, ale ze záměru upustil, neboť se začal věnovat přednostně psaní non-fiction. Všechny díly jsou vydány pod pseudonymem Paul French, nakonec ale Asimov použil i své jméno na pozdějších vydáních, když se přestal obávat, že bude spojován s nepodařenou televizní adaptací (která se neuskutečnila). Je na nich uvedeno „Isaac Asimov writing as Paul French“ (česky „Isaac Asimov pod pseudonymem Paul French“).
Autor uvádí, že v jednotlivých knihách série vycházel z poznatků soudobé vědy, přesto se v nich vyskytují určité věci, které dnes neplatí. V té době zažívala rozmach mikrovlnná astronomie a také začaly mapovat Sluneční soustavu kosmické sondy, následkem čehož byly nové nečekané objevy, které často zcela vyvrátily dosavadní předpoklady. Například ve třetím dílu série Lucky Starr a oceány Venuše se vyskytuje planetární oceán. Dnes je zřejmé, že vzhledem k vysokým teplotám na Venuši zde nemůže existovat voda v kapalném skupenství. Ve čtvrtém dílu Lucky Starr a velké slunce Merkuru Asimov použil vázanou rotaci Merkuru ke Slunci (což znamená, že by měl ke hvězdě přivrácenou stále jednu stranu podobně jako Měsíc k Zemi), nicméně doba oběhu a rotace Merkuru se liší a tak na každou část povrchu planety dopadne někdy sluneční svit. Tyto nesrovnalosti Isaac Asimov uvádí na pravou míru vždy v předmluvě ke každému dílu série, nechtěl totiž dopustit, aby knihy byly pro mladého čtenáře zavádějící. Vydavatelé tímto krokem nebyli příliš nadšeni, ale autor si prosadil své stanovisko a prodejnost to nepoškodilo.

## Jednotlivé díly
- David Starr – Tulák po hvězdách – anglicky David Starr: Space Ranger, 1952, v knize se vyskytuje inteligentní civilizace na Marsu.
- Lucky Starr a piráti z asteroidů – anglicky Lucky Starr and the Pirates of the Asteroids, 1953
- Lucky Starr a oceány Venuše – anglicky Lucky Starr and the Oceans of Venus, 1954
- Lucky Starr a velké slunce Merkuru – anglicky Lucky Starr and the Big Sun of Mercury, 1956
- Lucky Starr a měsíce Jupiterovy – anglicky Lucky Starr and the Moons of Jupiter, 1957
- Lucky Starr a prstence Saturnu – anglicky Lucky Starr and the Rings of Saturn, 1958